# Elecciones parlamentarias de Kirguistán de 1995
Las elecciones parlamentarias se llevaron a cabo en Kirguistán el 5 de febrero de 1995, con una segunda ronda el 19 de febrero, siendo las primeras elecciones parlamentarias multipartidistas en la historia del país, y las primeras desde su independencia de la Unión Soviética. El Partido Socialdemócrata de Kirguistán emergió como el partido más grande, con 14 de los 105 escaños, pero la mayoría absoluta la obtuvieron los candidatos independientes en favor del presidente Askar Akayev. La participación electoral fue del 76%.

## Resultados
| Partido Socialdemócrata de Kirguistán   | 14  |
| Asaba                                   | 4   |
| Partido Unido de Kirguistán             | 4   |
| Partido Socialista Ata-Meken            | 3   |
| Partido Republicano Democrático         | 3   |
| Partido de los Comunistas de Kirguistán | 3   |
| Partido Republicano del Pueblo          | 3   |
| Partido Agrario Laborista de Kirguistán | 2   |
| Movimiento Democrático de Kirguistán    | 2   |
| Independientes                          | 67  |
| Total                                   | 105 |
| Fuente: Nohlen et al.                   |     |